# Petit-duc d'Annobon
Otus feae
Espèce
Statut de conservation UICN

 CR B1ab(ii,iii,v); C2a(ii) : 
En danger critique
Statut CITES
Le Petit-duc d'Annobon (Otus feae) est une espèce d'oiseaux de la famille des Strigidae.

## Répartition
Cette espèce est endémique de l'île d'Annobón en Guinée équatoriale. Cet oiseau n'a pas été enregistré depuis la moitié du 20e siècle hormis quelques appels entendus en 2002.

## Classification
Le nom valide complet (avec auteur) de ce taxon est Otus feae (Salvadori, 1903).
L'espèce a été initialement classée dans le genre Scops sous le protonyme Scops feae Salvadori, 1903,.
Pour certains auteurs, cet oiseau ne serait qu'une sous-espèce du Petit-duc africain.
Le 20 janvier 2021, lors de la mise à jour 11.1 de sa classification de référence, l'Union internationale des ornithologues a décidé que le Petit-duc d'Annobon n'était plus une sous-espèce du Petit-duc africain (Otus senegalensis) mais une espèce à part entière.

Otus feae a pour synonymes :
- Scops feae Salvadori, 1903

### Publication originale
- (it) Tommaso Salvadori, « Contribuzioni alla ornitologia delle Isole del Golfo di Guinea. III - Ucelli di Anno-Bom e di Fernando Po », Memorie della Reale accademia delle scienze di Torino, Turin, 2e série, vol. 53,‎ 1903, p. 93-125 (ISSN 1120-1592, lire en ligne, consulté le 18 juillet 2024).